# 카밀 자야테
카밀 자야테(프랑스어: Kamil Zayatte, 1985년 3월 7일 ~ )는 기니의 전 프로 축구 선수로, 센터백이자 수비형 미드피더로 활약했다. RC 랑스 유소년 팀인 스위스 클럽 영 보이스에서 활약한 자야테는 2008년 프리미어리그 클럽 헐 시티로 임대 이적했다. 2010-11년 시즌 후반기에 튀르키예 클럽 코니아스포르에서 잠시 활동한 후, 그는 이스탄불 바샥셰히르에 합류했다. 2013년 그는 셰필드 웬즈데이와 계약하며 잉글랜드로 돌아와 두 시즌 동안 머물렀다. 그의 마지막 클럽은 반 시즌 동안 머물렀던 알라에드였다. 클럽 경력 외에도 자야테는 기니 국가대표팀에서 44번의 FIFA 공식 경기에 출전했다.

## 구단 경력
코나크리에서 태어난 자야테는 15살 때 기니에서 프랑스 파리로 이사했다. 그의 첫 프로 클럽은 RC 랑스였는데, 그곳에서 그는 미래의 헐 시티 팀 동료인 다니엘 쿠장을 알게 되었다. 그는 랑스에서 두 경기, 하나의 리그와 하나의 컵에서만 뛰었고, 더 많은 1군 기회를 위해 영 보이스로 옮겼다.
2008년 여름, 자야테는 에버턴과 뉴캐슬 유나이티드와 입단 테스트를 거쳤고, 8월 31일, 헐 시티에 한 시즌 임대로 합류했다. 맨체스터 시티는 프리미어리그에 머물 경우 그와 장기 계약을 할 수 있는 선택권이 있었다. 계약은 구단의 당시 기록적인 계약(안소니 가드너의 경우 250만 파운드)과 일치하는 금액으로 이적을 영구적으로 만들었다.
2008년 10월 25일, 자야테는 웨스트브로미치 앨비언과의 경기에서 3-0으로 이긴 헐의 첫 골을 득점하였는데, 이 골은 2008-09년 시즌에 시작한 헐의 인상적인 시작을 유지하기 위해 딘 마니의 오른쪽 코너킥으로 연결되었다.
2009년 1월 23일, 자야테는 헐과 3년 계약으로 영구 계약을 맺었다고 발표되었다.
2010년 9월, 자야테는 레스터 시티와 계약할 예정이었고, 처음에는 영구 계약을 할 수 있는 옵션이 있는 한 시즌 동안 임대되었다. 그러나 레스터는 규제 문제를 이유로 계약을 철회했다.
2011년 1월 18일, 자야테는 향후 보상 문제를 해결하기 위해 헐 시티가 그의 선수 등록을 유지하면서, 동정적인 이유로 프랑스로 돌아갈 수 있었다. 2011년 1월 24일, 그는 튀르키예 클럽 코니아스포르와 계약을 맺었다고 발표되었다.
2011년 5월 27일, 자야테는 이스탄불 바샥셰히르와 3년 계약을 체결했다.
2013년 8월 2일, 자야테는 셰필드 웬즈데이와 2년 계약을 맺었고, FIFA의 승인을 받았다. 그는 2013년 8월 17일, 리즈 유나이티드와의 더비에서 첫 골을 넣었고, 1-1로 끝났다. 자야테는 셰필드 웬즈데이가 2014-15년 시즌을 마치고 방출한 11명의 선수 중 한 명이었다.

## 국가대표팀 경력
카밀 자야테는 기니 국가대표팀으로 2008년 아프리카 네이션스컵에 참가해 8강에 올랐고, 2012년 아프리카 네이션스컵에서는 1차전에서 탈락했다.
2015년 아프리카 네이션스컵에서는 8강까지 올랐다.